# Saint-Côme–Linière
Saint-Côme–Linière est une municipalité dans la municipalité régionale de comté de Beauce-Sartigan au Québec (Canada), située dans la région administrative de Chaudière-Appalaches qui résulte de la fusion en 1994 de la paroisse de Saint-Côme-de-Kennebec et du village de Linière. Elle est nommée en l'honneur de saints Côme et Damien.
La municipalité compte environ 3 300 habitants. Située entre Saint-Georges et la frontière américaine (Jackman, Maine), sur les rives de la Rivière du Loup (Chaudière) sa grand-route est une voie de choix pour les échanges canado-américains.

## Toponymie
Le constituant Saint-Côme fait référence au patron des chirurgiens.
Issue de la fusion de la municipalité de village de Linière et de la municipalité de la paroisse de Saint-Côme-de-Kennebec le 17 août 1994 sous le nom Saint-Côme–Linière.
Linière est le surnom de la famille Taschereau. Le constituant Kennebec est un nom abénaquis signifiant « chemin qui conduit au lac ».

## Histoire
Les premiers habitants de Saint-Côme–Linière étaient majoritairement Anglais, Irlandais et Écossais et sont venus s'installer le long du chemin Kennebec à partir de 1830. Ce chemin reliait la ville de Québec à Boston et suivait la rivière Chaudière, la Rivière du Loup et la rivière Kennebec.
À partir de 1844, la mission de Saint-Côme–Linière est desservie par le curé de Saint-Georges.
La paroisse de Saint-Côme fut fondée en 1871 avec l'arrivée de son premier curé résident: l'abbé Joseph-Rémi Desjardins. Le canton de Linière comptait alors 890 habitants. Son église en pierres des champs à trois clochers fut construite sur un monticule qui domine le village en 1891.
La municipalité de canton de Metgermette, qui recouvrait le territoire du canton de Linière fut instituée en 1845 alors que celle du canton de Linière le fut en 1855. La municipalité de la paroisse de Saint-Côme-de-Kennebec fut créée en 1892 et celle du village de Linière s'en sépara en 1912. La municipalité actuelle résulte de la fusion, en 1994, de la paroisse de Saint-Côme-de-Kennebec et du village de Linière.
Les Sœurs de la Charité de Saint-Louis arrivèrent à Saint-Côme–Linière en 1904 et s'installèrent plus tard dans le couvent construit en 1909 où elles dispensèrent l'enseignement jusqu'en 1974. De 1909 à 1967, les classes comptèrent de nombreux pensionnaires dont certains venaient des États-Unis. En 1979, la congrégation a transformé l'édifice en un carrefour de pastorale: le Centre Molé.
Le village fut presque entièrement détruit lors d'une terrible conflagration survenue le 4 août 1926. 114 bâtiments furent détruits en l'espace de quelques heures par une journée de fort vent. Dans le village, seuls l'église, le presbytère, le couvent et dix maisons furent épargnées. Cet incendie a causé 600 000 $ de pertes. Un circuit historique commenté nous rappelle depuis 2006 cet événement sur la rue Principale.
Dans la première moitié du XXe siècle, la présence de réserves forestières des compagnies Breakey et Brown a limité, à une certaine époque, l'expansion territoriale de la municipalité. Enfin, en 1890, en décidant de joindre Jackman par Lac-Mégantic et non par Saint-Côme–Linière, la compagnie de chemin de fer Québec Central entravait son développement et celui de la Beauce. Par contre, la proximité des chantiers américains et la drave qui s'effectua longtemps sur la rivière du Loup engendrèrent un va-et-vient favorable au commerce.
Aujourd'hui, Saint-Côme–Linière compte de nombreuses petites et moyennes entreprises dans son parc industriel ainsi que quelques commerces de proximité.

### Chronologie
- 1er juillet 1845 : Érection de la municipalité de Metschermet.
- 1er septembre 1847 : Fusion de plusieurs entités municipales dont Metschermet et érection du comté de Dorchester.
- 1er juillet 1855 : Division du comté de Dorchester en plusieurs entités municipales dont la municipalité de Metschermet.
- Décembre 1855 : La municipalité de Metschermet devient la municipalité de Linière.
- 24 juin 1892 : Érection de la paroisse de Saint-Côme de Kennebec de la scission d'une partie de la municipalité de Linière.
- 20 septembre 1912 : Érection du village de Linière de la scission d'une partie de la paroisse de Saint-Côme de Kennebec.
- 15 mars 1969 : La paroisse de Saint-Côme de Kennebec devient la paroisse de Saint-Côme-de-Kennebec.
- 13 avril 1994 : Fusion de la paroisse de Saint-Côme-de-Kennebec avec le village de Linière pour l'érection de la municipalité de Saint-Côme-de-Linière.
- 17 août 1994 : La municipalité de Saint-Côme-de-Linière devient la municipalité de Saint-Côme–Linière.

### Héraldique
| Spes Mea Supra Stellas |
| ---------------------- |

| L'écu de Saint-Côme–Linière se blasonne ainsi : De gueule, au chef-pal d'azur bordé d'argent, chargée de cinq étoiles du même, posées en tau, et accosté de deux globes d'or. |

## Géographie
La rivière du Loup traverse la municipalité du vers le nord-ouest pour confluer avec la rivière Chaudière au Secteur-Sartigan. La rivière Metgermette conflue avec la rivière du loup au sud et les rivières Metgermette Nord et Metgermette Sud ont leur confluence au sud-est.

## Démographie
| 1996  | 2001  | 2006  | 2011  | 2016  | 2021  |
| ----- | ----- | ----- | ----- | ----- | ----- |
| 3 241 | 3 239 | 3 260 | 3 274 | 3 239 | 3 278 |

## Administration
Les élections municipales se font en bloc pour le maire et les six conseillers.
| Saint-Côme–Linière Maires depuis 2001                                                                                |                 |         |          |
| Élection | Maire           | Qualité | Résultat |
| 2001 | Gabriel Giguère |         | Voir     |
| 2005 | Gabriel Giguère | Voir    |          |
| 2009 | Gabriel Giguère | Voir    |          |
| 2011 | Yvon Paquet     |         | Voir     |
| 2013 | Yvon Paquet     | Voir    |          |
| 2017 | Yvon Paquet     | Voir    |          |
| 2021 | Gabriel Giguère |         | Voir     |
| Élection partielle en italique Depuis 2005, les élections sont simultanées dans toutes les municipalités québécoises |                 |         |          |

## Patrimoine
L'église Saint-Côme est érigée entre 1888 et 1891 selon les plans du pasteur Joseph Élie du Breton. Un presbytère la voisine.

## Éducation

### Primaire
- École Kennebec (Pré-Maternel à 6e année)

## Personnalités rattachées à la municipalité
- Caroline Dumas, chef, restauratrice, animatrice de l'émission La Cantine au réseau de télévision V
- Roger Dumas, dramaturge